# 今西祐子
今西 祐子（いまにし ゆうこ、1974年7月16日生まれ）は日本の映画監督・脚本家。株式会社アンドリーム所属。東京都出身。2000年より映像制作を始める。主な作品に『新米姉妹のふたりごはん」「しょうもない僕らの恋愛論」「下山メシ」などがある。

## 作品

### 映画
- ラケットと歯ブラシ（2004）※監督・脚本　第1回アンダー10ミニッツデジタルシネマフェスティバル　自由部門賞／panasonic AVC賞
- いつもの散歩道（2004）※監督・脚本　　Dシネマフェスティバル　特別上映部門（川口市民賞）/ 西東京市民映画祭シネマクラブ唱受賞
- さよならの仕方（2005）※監督・脚本　　第1回小田原映画祭シネトピア　携帯ミニミニムービー部門銀賞受賞
- お雑煮日和（2006）※監督・脚本　うえだ城下町映画祭審査員特別受賞
- オアシス（2007）※監督・脚本
- きみとみる風景（2016）※監督・脚本　賢島映画祭　グランプリ受賞
- 光の指す方へ（2022）※監督・脚本

### ドラマ
- Apartment Stylissimo#301（2006）※監督・脚本
- LOVE COSME GIRL（2015）※監督・脚本
- 居酒屋ふじ（2017）※脚本
- こんな未来は聞いてない！！（2018）※脚本
- 新米姉妹のふたりごはん（2019）※脚本
- 運命から始まる恋　-You are my Destiny（2019）※脚本
- my life（2021）※監督・脚本
- スナック キズツキ（2021）※脚本
- 部長と社畜の結婚はもどかしい （「部長と社畜の恋はもどかしい」アフターストーリー） （2022）※脚本
- 星から来たあなた（2022）※脚本
- 寂しい丘で狩りをする（2022）※脚本
- AKB48の歌「恋するフォーチュンクッキー」（2022）※脚本
- 青春シンデレラ（2022）※脚本
- しょうもない僕らの恋愛論 （2022）※脚本
- 私と夫と夫の彼氏（2023）※脚本
- かしましめし （2023）※脚本
- 月読くんの禁断お夜食（2023）※脚本
- 推しが上司になりまして（2023）※脚本
- けむたい姉とずるい妹（2023）※脚本
- さっちゃん、僕は。（2024）※脚本
- 完璧ワイフによる完璧な復讐計画（2024）※脚本
- 下山メシ（2024）※脚本
- アリスさんちの囲炉裏端（2025）※脚本
- 復讐カレシ〜溺愛社長の顔にはウラがある〜（2025）※脚本
- 社畜人ヤブー（2025）※脚本
- 下山メシ高崎編（2025）※脚本

### ゲーム・出版・その他
- ダウト～嘘つきオトコは誰？～ [ゲーム]　（2016）
- クランク・イン [ゲーム]　（2017）
- マリ・アントワネット  [出版](2017)
- ダイジョーブタ [キャラクター構成/note物語作]　（2021）